# ماری‌جوانا در نیوزیلند

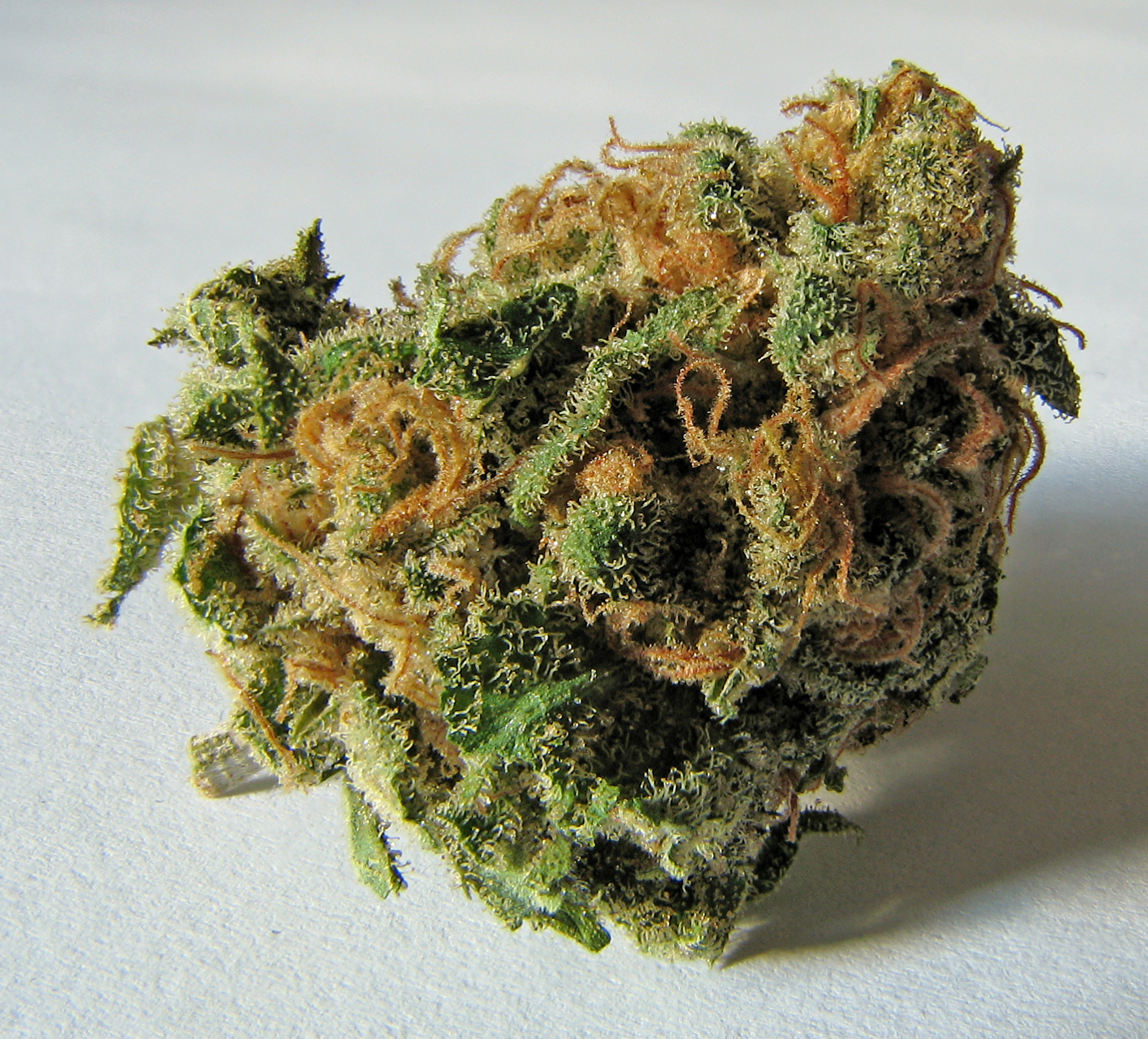
گل خشک شده گیاه ماری‌جوانا

در اختیار داشتن غیرمجاز هر مقدار از ماری‌جوانا در نیوزیلند بر اساس قانون سوء استفاده از مواد مخدر که در سال ۱۹۷۵ تنظیم شده، جرم است. ماری‌جوانا پس از کافئین، الکل و تنباکو، چهارمین ماده مخدر تفریحی پرمصرف در نیوزلند و پرمصرف‌ترین ماده مخدر غیرقانونی است. در سال ۲۰۰۱ یک نظرسنجی از مردم نشان داد که ۱۳٫۴ درصد از نیوزلندی‌های ۱۵ تا ۶۴ ساله ماری‌جوانا مصرف می‌کردند. این نهمین میزان مصرف ماری‌جوانا در جهان است.
از ۱۸ دسامبر ۲۰۱۸، قانون سوء استفاده از مواد مخدر اصلاح و امکان استفاده گسترده‌تر از ماری جوانای پزشکی فراهم شد. به این ترتیب بیماران لاعلاج می‌توانستند در ماه‌های پایانی عمر خود از آن استفاده کنند. از پایان سال ۲۰۲۲، پزشکان می‌توانند ماری‌جوانای خشک‌شده برای کسانی که مشکلاتی اعم از درد، بی‌خوابی و اضطراب دارند، تجویز کنند.
در دسامبر ۲۰۱۸، دولت نیوزلند که در اختیار حزب کارگر بود، یک همه‌پرسی در مورد قانونی کردن ماری‌جوانا برای استفاده شخصی برگزار کرد که به عنوان بخشی از انتخابات عمومی سال ۲۰۲۰ برگزار شد. برگزاری این همه‌پرسی یکی از شروط حزب سبز برای دادن رأی اعتماد به دولت بود. در سال ۲۰۲۰ همه‌پرسی برگزار شد و از رای‌دهندگان پرسیده شد که آیا از لایحه جدیدی که فروش، تولید و نگهداری ماری‌جوانا در نیوزیلند را قانونی می‌کند حمایت می‌کنند، که در نهایت رای «نه» برنده شد و ۵۰٫۷ درصد آرا را دریافت کرد.